# レッツゴーカースポット
『レッツゴーカースポット』は、群馬県のローカル局・群馬テレビが制作・放送していたテレビ番組。群馬県のスバル（富士重工業）自動車ディーラーである富士スバルが経営する中古車販売店でロケーション撮影を行い、おすすめの中古車物件を紹介する。放送時刻は毎週土曜日12時から12時55分まで、再放送は毎週土曜日22時から22時55分まで。

## 歴史
1977年（昭和52年）4月より放送開始。当初は『レッツゴーカーバザール』という番組名であった。当時、スバル車ディーラーであった富士オート株式会社は、中古車販売店として「バザール店」（現・カースポット店）を群馬県内に展開していた。2000年（平成12年）になって富士スバル株式会社を設立し、スバル車の取り扱い業務を譲渡。2008年（平成20年）、番組名を現在の『レッツゴーカースポット』へと改称した。2014年（平成26年）6月12日にはインターネット上の動画共有サービス・YouTubeに富士スバル公式チャンネルを開設し、番組の映像を動画で配信している。
2021年（令和3年）３月で放送を終了した。後続番組はスバリズム。

## コーナー紹介
当番組のコーナーは下記の通り。
カースポットセレクション
販売店おすすめの中古車物件を紹介するコーナー。
カースポットカフェ
スバルに関する最新情報を伝えるコーナー。
Dr. スダのメンテナンス研究所
自動車のメンテナンスについて解説するコーナー。
情報ナビ
群馬県内のイベント情報などを紹介するコーナー。
スバリスト
一般のスバル車オーナーを紹介するコーナー。

## 出演者

### 司会
- 関陽樹- 群馬テレビアナウンサー[8]。2019年4月（平成31年）度より司会。

### 過去の出演者
- 山田浩史 - 群馬テレビアナウンサー。2015年（平成27年）度まで15年間、番組の司会を務めた[9][10]。